# Келли, Кен
Кен Келли (англ. Ken W. Kelly; 19 мая 1946[…], Нью-Лондон — 3 июня 2022) — американский художник-фантаст. Известен своими иллюстрациями на тему Конана и Тарзана, а также работами с рок-группами Kiss (альбомы Destroyer и Love Gun), Rainbow (альбом Rising), и Manowar (альбом The Triumph of Steel и др.). Опубликовал две книги по искусству и нарисовал более 700 работ. Его картины выполнены исключительно масляными красками.

## Биография
Родился в 1946 году в городке Нью-Лондон, штат Коннектикут, но вскоре семья переехала в Лонг-Айленд. Интересоваться рисованием Кен начал ещё в детском саду.
Кен Келли находится в родстве с известным художником Фрэнком Фразеттой. Тётя Кена Келли замужем за Фразеттой. Несмотря на родственные связи, Фрэнк Фразетта никогда не давал ему уроков рисования, не желая выдавать своей техники. Тем не менее, Келли многократно посещал его мастерскую, и стиль Фразетты оказал большое влияние на его творчество.
После окончания школы, Келли поступил на службу в морскую пехоту, где прослужил 4 года. В 1966 году, завершив службу в армии, Келли отправился со своей женой в Европу, где провёл год, обучаясь живописи. По возвращении, он показал Фразетте свою картину с изображением персонажа комиксов Вампирелла. Фразетта устроил ему встречу с Джеймсом Уорреном, основателем издательства Warren. Уоррен купил у Келли «Вампиреллу» и сделал заказ ещё на 13 обложек для комиксов. Таким образом, Келли начал свою карьеру, рисуя иллюстрации для журналов издательства Warren, а его первой профессиональной работой была обложка для комикса «Вампирелла». Первое время он совмещал работу иллюстратора с работой водителя.
Благодаря успеху с обложками для Warren, Келли начали поступать предложения от других издательств. Первую обложку книги он сделал для издательства Lancer.
По заявлению самого Кена Келли, самым большим прорывом в его карьере было созданием обложек для группы Kiss. Изначально музыканты хотели, чтобы обложку нарисовал Фрэнк Фразетта, но не смогли договориться о цене. Они начали рассматривать других фэнтези-художников, и выбор пал на Кена Келли.
После успеха обложки альбома Destroyer Кену Келли стали поступать заказы от множества других музыкальных групп. С конца 1980-х все обложки метал-группы Manowar созданы Кеном Келли.
Умер 3 июня 2022 года.